# 绍博·本采
绍博·本采（匈牙利語：Szabó Bence，1962年6月13日—），匈牙利前男子击剑运动员。他曾获得1988年夏季奥运会男子佩剑团体金牌和1992年夏季奥运会男子佩剑个人金牌。